# Desa Cibaduyut Wetan
Desa Cibaduyut Wetan är en administrativ by i Indonesien.   Den ligger i provinsen Jawa Barat, i den västra delen av landet, 120 km sydost om huvudstaden Jakarta.